# Basket News
Basket News était un hebdomadaire français de basket-ball paraissant le jeudi.

## Histoire
À la suite de la liquidation, par son éditeur, du journal Basket Hebdo créé en 1996, l'équipe de rédaction s'est reconstituée pour relancer un hebdomadaire consacré au basket-ball, le projet aboutissait en 2000 avec le lancement de Basket News.
Basket News est l'hebdomadaire du basket-ball, traitant de son actualité dans sa globalité : avec la couverture des championnats français, européens, américains, et les grands événements.
En 2008, Basket News rachète et fusionne avec Maxi-Basket et MVP Basket. Maxi-Basket change de nom, devenant Maxi Basket-News, et adopte une nouvelle version, toujours consacré à l'actualité du basket-ball français avec une parution mensuelle. MVP Basket change également de nom, devenant Basket News America (BAM), le contenu du magazine étant toujours consacré au basket-ball américain, avec également une parution mensuelle. Les nouvelles versions de ces magazines paraissent pour la première fois le 3 octobre 2008. Parallèlement, l'hebdomadaire Basket News continue sa parution avec aussi une nouvelle présentation.
Basket News adopte le format tabloïd à compter du 7 octobre 2010 et arrête sa parution le 4 avril 2013 au numéro 643.
Basket News s'associe également avec le site basketzone.com pour lancer un site d'informations consacré au basket-ball sous le nom de basketnews.net.

## Logo

Logo de 2000 à 2008